# Wolaita Tussa SC
Wolaita Tussa Sport Club w skrócie Wolaita Tussa SC – etiopski klub piłkarski grający niegdyś w pierwszej lidze etiopskiej, mający siedzibę w mieście Soddo.

## Sukcesy
- Puchar Etiopii[1]:
  - zwycięstwo (1): 1997.

## Występy w afrykańskich pucharach
| Sezon | Rozgrywki                 | Runda   | Kraj    | Klub       | Dom | Wyjazd | Dwumecz |
| ----- | ------------------------- | ------- | ------- | ---------- | --- | ------ | ------- |
| 1988  | Puchar Zdobywców Pucharów | wstępna | Erytrea | Red Sea FC | 3–3 | 0–2    | 3–5     |

## Stadion
Domowe mecze klub rozgrywa na stadionie o nazwie Wolaita Sodo Stadium w Soddo, który może pomieścić 1000 widzów.